# روبية حيدر آباد
كانت روبية حيدر آباد (المعروفة باسم " عثمانية سيكا ") هي عملة ولاية حيدر آباد من عام 1918 إلى عام 1959. وقد تواجدت جنبًا إلى جنب مع الروبية الهندية منذ عام 1950. مثل الروبية الهندية، قُسِّمَت إلى 16 آنًا، كل منها يتكون من 12 باي. أُصدِرَت العملات المعدنية من النحاس ( البرونز لاحقًا) لفئات 1 و2 باي و1⁄2 آنا، من النحاس والنيكل (برونز لاحقًا) مقابل 1 آنا، ومن الفضة مقابل 2، و4، و8 آنا و1 روبية.
كانت حيدر أباد الولاية الأميرية الهندية الوحيدة التي سُمح لها بمواصلة إصدار أوراقها النقدية بعد ضمها إلى اتحاد الهند في عام 1948 وانضمامها إلى جمهورية الهند في عام 1950.

## تاريخ
بذلت حكومة حيدر أباد عدة جهود لتنظيم المصرفيين من القطاع الخاص لإنشاء شركة مصرفية يمكنها إصدار النقود الورقية. ومع ذلك، قاوم البريطانيون محاولات الدولة الأميرية الهندية لإصدار العملة الورقية. أدى النقص الحاد في الفضة أثناء الحرب العالمية الأولى ومساهمات حيدر أباد في المجهود الحربي البريطاني إلى قبولها في عام 1918 للعملة الورقية من فئات 10 و100 روبية الصادرة بموجب قانون عملة حيدر أباد. 
سُمِّيَت العملة باسم Osmania Sicca (OS). وفي عام 1919، صدرت أوراق نقدية بقيمة روبية واحدة وخمس روبيات، وفي عام 1926، صدرت أوراق نقدية بقيمة ألف روبية. بعد إنشاء مطبعة الأوراق النقدية الهندية في ناشيك، بدأت طباعة الأوراق النقدية في حيدر آباد هناك.
في عام 1942، أنشأت حكومة حيدر أباد بنك ولاية حيدر أباد [الإنجليزية]
 ، الذي كان مسؤولاً، من بين أمور أخرى ، عن إدارة نظام التشغيل. استمرت حيدر أباد في سك عملاتها المعدنية حتى عام 1948 عندما احتلت الهند الولاية بعد أن رفض النظام التنازل عنها للدستور الجديد.
في عام 1950، قُدِّمَت الروبية الهندية إلى جانب العملة المحلية، مع استخدام العلاقة 7 روبية حيدر آباد = 6 روبية هندية. في عام 1951، توقف إصدار الروبية الحيدر آباد وأصبحت الروبية الهندية العملة المتداولة الرئيسية، على الرغم من أن روبية حيدر آباد لم تُلغى حتى عام 1959.  
بعد اندماج ولاية حيدر آباد مع الهند، أُلغيت العملة المحلية حيدر آباد تدريجيا على مراحل، بدءا من يناير 1953. كانت المرحلة التالية في عام 1955، وأخيرًا، تقرر أن الروبية الحيدر آباد لن تظل عملة صالحة بعد 30 يونيو 1959 

## الأوراق النقدية
أُصدِرَت الأوراق النقدية في حيدر أباد من عام 1918 حتى عام 1953. كان الحاكم في حيدر آباد هو مير عثمان علي خان. وقد أُبلِغَ عن الأوراق النقدية الصادرة في وقت مبكر من عام 1916. أُرِّخَت الأوراق النقدية في العصر الفصلي، لذا فإن إضافة 589 إلى تاريخ FE سيحوله إلى تاريخ الميلادي. طُبِعَت باللغة الأردية، مع كتابة قيمة العملة باللغات الأردية، والمراثية، والتيلوغوية، والكنادية، والإنجليزية عليها.
في عام 1932، عُثِرَ على كمية من أوراق حيدر آباد النقدية غير المصدرة، ولكنها ملطخة بالماء من فئات 5، و10، و100 روبية، من سفينة إس إس مصر [الإنجليزية]
، التي غرقت قبالة جزيرة أوشا بالقرب من بريست، شمال فرنسا في عام 1922. وقد خُتِمَ العديد منها بختم خاص وبيعت كتذكارات. كانت هذه الأوراق النقدية في طور الشحن من إنجلترا حيث طُبِعَت. كان لهذه الأوراق النقدية لها أهمية تاريخية بالنسبة لمحبي الأوراق النقدية. تُطبع بعض الأوراق النقدية بعد التواريخ التي تحملها بقليل.
يحدد الرقم التسلسلي المكون من حرفين السلسلة التي تقع فيها الورقة النقدية. تحتوي بعض إصدارات 1939-1953 على رقم تسلسلي واحد من أحرف رمز سلسلة البادئة.
العملة الورقية العثمانية في ولاية حيدر أباد التي أعيدت إلى الخزانة من 1 يوليو 1953 إلى 31 أكتوبر 1953 هي 8.05 كرور روبية أوزبكية بما في ذلك الأوراق النقدية بقيمة روبية واحدة. و18.42 كرور روبية بما في ذلك عملات الروبية والعملات الصغيرة اعتبارًا من 28 نوفمبر 1953. 

### مخطط التوقيع
ويوفر التوقيع أيضًا دليلاً على الفترة التقريبية التي أُصدِرَت فيها العملة. ولم يُتأكد بعد من الألقاب التي كان يحملها الموقعون (باللغة الإنجليزية)، حيث أن النقوش مكتوبة باللغة الأردية.
- السير ريجينالد ر. كلانسي (1918-1919)
- فخر الدين أحمد (1919–20)
- حيدر نواز جونغ (1921-1936)
- فخر يار جونغ (1936–38 و1940–41)
- مهدي يار جونغ (1939)
- السير غلام محمد (1941–45)
- لياقت يونغ (1945 و1946-1947)
- زاهد حسين (1945-1946)
- زاهد جونغ (1946)
- معين نواز جونغ [الإنجليزية]
 (1947-1948)
- الدكتور برادان (1948-1949)
- سي في إس راو (1950)
- الدكتور جي إس ميلكوت  [لغات أخرى]‏ (1950-1953)

### العدد الأول (1916/18-19) السير ريجينالد ر. كلانسي
- PS261. روبية واحدة. ND. (1919) أسود على طبعة سفلية خوخي. إضاءة خلفية بنية.

- PS262. روبية واحدة. ND. (1919) ثنائي اللون.
- PS264. 10 روبيات. FE1327. (1916) أصفر-بني وأسود على طبعة سفلية أرجوانية. السلسلة AB.

### العدد الثاني (1919-20) فخر الدين أحمد
- PS263a. 5 روبية. FE1331. (1920). أخضر. سلسلة IQ. بدون توقيع مذكرة إنقاذ البحر (معظمها مع ختم خاص). غير صادرة.
- PS265a. 10 روبية. FE1331. (1920). طباعة أساسية باللون الأصفر والبني والأسود على اللون البنفسجي. سلسلة الذكاء الاصطناعي. بدون توقيع. مذكرة إنقاذ البحر (معظمها مع ختم خاص). غير صادرة.
- PS266a. 100 روبية. FE1331. (1920). أزرق وأسود على طباعة سفلية باللون البني الفاتح. سلسلة PS. بدون توقيع مذكرة إنقاذ البحر (معظمها مع ختم خاص). غير صادرة.

### العدد الثالث (1921-1936) حيدر نواز جونغ

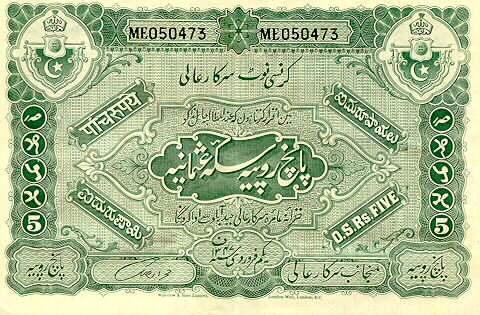
ورقة نقدية من فئة خمس روبيات من حيدر أباد، بتاريخ 1 فبراير 1347 هـ (1928/9)

- PS263ب. 5 روبية. FE1337. (1926). أخضر. سلسلة LX.
- PS263c. 5 روبية. FE1346. (1935). أخضر. سلسلة MC.
- PS265b. 10 روبية. FE1333. (1922). طباعة أساسية باللون الأصفر والبني والأسود على اللون البنفسجي. سلسلة AN.
- PS265c. 10 روبية. FE1338. (1927). مسلسل ؟.
- PS265d. 10 روبية. FE1339. (1928). سلسلة BK.
- PS265e. 10 روبية. FE1342. (1931). سلسلة BW.
- PS265f. 10 روبية. FE1344. (1933). مسلسل ؟.
- PS265g. 10 روبية. FE1346. (1935). سلسلة CH.
- PS266b. 100 روبية. FE1339. (1928). أزرق وأسود على طباعة سفلية باللون البني الفاتح. سلسلة PY-PZ.
- PS266c. 100 روبية. FE1339. (1928). سلسلة ضمان الجودة.
- PS266d. 100 روبية. FE1334. (1923). سلسلة PT.
- PS267. 1000 روبية. FE1340. (1929)؛ FE1341. (1930). أحمر وأسود على طباعة باللون الأخضر الفاتح.

### الإصدار الرابع (1936-1938) فخر يار جونغ (المرة الأولى)
- PS263d. 5 روبية. FE1347. (1936). أخضر. سلسلة MD-ME.
- PS265h. 10 روبية. FE1347. (1936). طباعة أساسية باللون الأصفر والبني والأسود على اللون البنفسجي.
- PS273a. 5 روبية. ND. (1938؛ 1940-1941). أخضر ومتعدد الألوان.
- PS274a. 10 روبية. ND. (1938؛ 1940-1941). بني فاتح ومتعدد الألوان.
- PS275a. 100 روبية. ND. (1938؛ 1940-1941). أزرق ومتعدد الألوان. سلسلة مراقبة الجودة.

### العدد الخامس (1939) مهدي يار جونغ
- PS271a. 1 روبية. ND. (1939). بني ومتعدد الألوان. السلسلة أ.
- PS273ب. 5 روبية. ND. (1939). أخضر ومتعدد الألوان.
- PS274b. 10 روبية. ND. (1939). بني فاتح ومتعدد الألوان.
- PS275ب. 100 روبية. ND. (1939). أزرق ومتعدد الألوان. سلسلة QF و QH-QJ.

### العدد السادس (1940-1941) فخر يار جونغ (المرة الثانية)
PS271b. 1 روبية. ND. (1940–41). بني ومتعدد الألوان. سلسلة BM.

### العدد السابع (1941-1945) السير مالك غلام محمد
- PS271c. 1 روبية. ND. (1941–45). بني ومتعدد الألوان. سلسلة BX. (موقعان اثنان).
- PS273c. 5 روبية. ND. (1941–45). أخضر ومتعدد الألوان.
- PS274c. 10 روبية. ND. (1941–45). بني فاتح ومتعدد الألوان.
- PS275c. 100 روبية. ن د (1941–45). أزرق ومتعدد الألوان. سلسلة QN و QP.

### العدد الثامن (1945) لياكت جونغ (المرة الأولى)
- PS271c. 1 روبية. ND. (1945). بني ومتعدد الألوان. سلسلة BX. (موقعان اثنان).
- PS275d. 100 روبية. ND. (1945؛ 1946-1947). أزرق ومتعدد الألوان. سلسلة QS.

### العدد التاسع (1945-1946) زاهد حسين
- PS271د. 1 روبية. ND. (1945–46). بني ومتعدد الألوان. سلسلة SW.
- PS272b. 1 روبية. ND. (1945–46).
- PS273d. 5 روبية. ND. (1945–46). أخضر ومتعدد الألوان.
- PS274d. 10 روبية. ND. (1945–46). بني فاتح ومتعدد الألوان.
- PS275e. 100 روبية. ND. (1945–46). أزرق ومتعدد الألوان. سلسلة QY.

### العدد العاشر (1946) زاهد جونغ
- PS271e. 1 روبية. ND. (1946). بني ومتعدد الألوان. سلسلة XY.
- PS272c. 1 روبية.ND. (1946).

### العدد الحادي عشر (1946-1947) لياقت جونغ (المرة الثانية)
- PS272a. 1 روبية. ND. (1946–47). بني ومتعدد الألوان. السلسلة Z و AB.
- PS273e. 5 روبية. ND. (1946–47). أخضر ومتعدد الألوان.
- PS274e. 10 روبية. ND. (1946–47). بني فاتح ومتعدد الألوان.

### العدد الثاني عشر (1947-1948) معين نواز جونغ
يعد هذا العدد تاريخيًا لأنه صدر في الفترة القصيرة التي حاولت فيها حيدر أباد أن تصبح مستقلة كملكية دستورية داخل الكومنولث البريطاني.
PS272d. 1 روبية. ND. (1947–48). بني ومتعدد الألوان.
العدد الثالث عشر (1948-1949) د. برادان
كانت هذه هي القضية الأولى بعد تحرير حيدر أباد من حكم النظام وإجبارها على الانضمام إلى اتحاد الهند نتيجة لعملية بولو.

العملة الموقعة من قبل الدكتور جي إس ميلكوت

PS272e. 1 روبية. ND. (1948–49). بني ومتعدد الألوان.

### العدد الرابع عشر (1950) مجلة سي في إس راو
كان هذا هو العدد الأول بعد أن أصبحت الهند جمهورية (26 يناير 1950).
PS272f. 1 روبية. ND. (1950). بني ومتعدد الألوان.

### العدد الخامس عشر (1950-1953) د. ج. س. ميلكوت
PS272g. 1 روبية. ND. (1950–53). بني ومتعدد الألوان.

## قراءة إضافية
- تشينوي، بي بي (*1878)؛ عملات نادرة من ولاية حيدر أباد؛ عالم العملات، المجلد. 83 (يوليو 1970)، ص. 945–63.
- أوراق البنك الاحتياطي الهندي النقدية